# 主题分析
主题分析（英語：Thematic analysis）是質性研究中最为常见的一种形式。它强调在数据中精确定位、检查和记录主题或模式。主题是跨数据集的模式（英語：patterns），这些模式对于现象的描述很重要，并且与特定的研究问题相关联。
主题分析可被理解作各种不同研究方法的总称，而不是单一的某种方法。不同版本的主题分析以不同的哲学和概念假设为基础，并且在操作程序方面存在差异。